# 升平
升平（357年-361年）是东晋皇帝晉穆帝司馬聃的第二个年号，共计5年。
升平五年五月晋哀帝即位沿用，次年改元隆和元年。
前凉张玄靓、張天錫沿用该年号，从升平五年到二十年。前凉年号只有前凉威王张祚是改元为和平，其他时期都是袭用晋朝年号。而在新疆的一些出土文物中也有署“升平十一年”的文物。今朝鲜地区的墓志有仍称升平元年为永和十三年者。

## 纪年

### 东晋
| 升平 | 元年  | 二年  | 三年  | 四年  | 五年  |
| ---- | ----- | ----- | ----- | ----- | ----- |
| 公元 | 357年 | 358年 | 359年 | 360年 | 361年 |
| 干支 | 丁巳  | 戊午  | 己未  | 庚申  | 辛酉  |

### 前凉

#### 前凉冲王张玄靓
一作太始。也有说建兴一作太始，而非升平。
| 升平 | 五年  | 六年  | 七年  |
| ---- | ----- | ----- | ----- |
| 公元 | 361年 | 362年 | 363年 |
| 干支 | 辛酉  | 壬戌  | 癸亥  |

#### 前凉悼公张天錫
一作太清。升平七年八月前凉悼公張天錫即位继续袭用。升平十六年以後改奉咸安年號。
| 升平 | 七年  | 八年  | 九年  | 十年  | 十一年 | 十二年 | 十三年 | 十四年 | 十五年 | 十六年 |
| ---- | ----- | ----- | ----- | ----- | ------ | ------ | ------ | ------ | ------ | ------ |
| 公元 | 363年 | 364年 | 365年 | 366年 | 367年  | 368年  | 369年  | 370年  | 371年  | 372年  |
| 干支 | 癸亥  | 甲子  | 乙丑  | 丙寅  | 丁卯   | 戊辰   | 己巳   | 庚午   | 辛未   | 壬申   |

## 同一时期存在的其他政权的年号

### 晉穆帝时期
- - 元玺（352年十一月-357年正月）：前燕政权慕容儁年号
  - 光寿（357年二月-359年）：前燕政权慕容儁年号
  - 建熙（360年-370年十一月）：前燕政权慕容暐年号
  - 寿光（355年六月-357年五月）：前秦政权苻生年号
  - 永兴（357年六月-359年五月）：前秦政权苻坚年号
  - 甘露（359年六月-364年）：前秦政权苻坚年号
  - 建国（338年十一月-376年）：代政权拓跋什翼犍年号

### 前凉
- 张玄靓时期
  - 隆和（362年-363年二月）：东晋皇帝晉哀帝司馬丕年号
  - 兴宁（363年二月-365年）：東晉皇帝晉哀帝司馬丕年号
  - 建熙（360年-370年十一月）：前燕政权慕容暐年号
  - 甘露（359年六月-364年）：前秦政权苻坚年号
  - 建国（338年十一月-376年）：代政权拓跋什翼犍年号

- 张天锡时期
  - 兴宁（363年二月-365年）：東晉皇帝晉哀帝司馬丕年号
  - 太和（366年-371年十一月）：東晉皇帝晉廢帝司馬奕的年号
  - 咸安（371年十一月-372年）：東晉皇帝晉簡文帝司馬昱的年号
  - 宁康（373年-375年）：東晉皇帝晋孝武帝司马曜的年号
  - 太元（376年-396年）：東晉皇帝晋孝武帝司马曜的年号
  - 黑龙（374年六月-九月）：张育自立年号
  - 建熙（360年-370年十一月）：前燕政权慕容暐年号
  - 甘露（359年六月-364年）：前秦政权苻坚年号
  - 建国（338年十一月-376年）：代政权拓跋什翼犍年号
  - 凤凰（370年八月-九月）：东晋农民起义李弘、李金银年号。
  - 建元（365年-385年七月）：前秦政权苻坚年号

## 参看
- 中国年号列表